# 29613 Шарльпікар
29613 Шарльпікар (29613 Charlespicard) — астероїд головного поясу, відкритий 16 вересня 1998 року.
Тіссеранів параметр щодо Юпітера — 3,713.